# Степун, Якуб
Якуб Степун (пол. Jakub Stepun; род. 30 августа 2001, Мазовецкое воеводство) — польский гребец на байдарках, серебряный призёр чемпионата мира 2024 года, трёхкратный серебряный призёр чемпионата Европы 2024 года. Участник летних Олимпийских игр 2024 года.

## Карьера
На чемпионате Европы 2024 года в Сегеде завоевал три серебряных медали в байдарках. Вторым к финишу пришёл на дистанции 200 метров в байдарках-одиночках и двойках, а также в составе польской четвёрки на дистанции 500 метров стал вице-чемпионом.
На летних Олимпийских играх 2024 года в Париже, Якуб Степун в байдарках-двойках на дистанции 500 метров квалифицировался в финал В и занял итоговое 13-е место.
В Самарканде, на чемпионате мира 2024 года, который состоялся сразу же после Олимпийских игр, Степун в байдарках-одиночках на дистанции 200 метров завоевал серебряную медаль.
В 2025 году на чемпионате Европы в Рачице в четвёрках на дистанции 500 метров завоевал бронзовую медаль. 